# 圣保罗之路
圣保罗之路（The Saint Paul Trail）是土耳其的一条长距离遠足徑，长约500公里。这条步道从Perge（安塔利亚以东约10公里）开始，终点在亚尔瓦奇, 厄斯帕爾塔, 埃伊尔迪尔湖东北。支路开始于安塔利亚东北100公里处的 Oluk Köprüsü （科普鲁利河上的古罗马桥梁）, 并连接阿达达古罗马遗址。
圣保罗之路的一部分是沿着使徒保罗在安纳托利亚的第一次传教之旅的路线，因而得名。它从海平面开始，海拔高度攀升2200米。沿路标有红色和白色条纹，符合巨大遊覽遠足徑标准。
这条遠足徑是与土耳其文化路线协会 （页面存档备份，存于）有关的一组遠足径之一。该协会为圣保罗之路出版了旅行指南，在2011年9月还发布了数字指南，为用户提供GPS导航和当地景点信息。